# Station Voorburg
Station Voorburg is een spoorwegstation in de Nederlandse plaats Voorburg, gelegen aan de spoorlijn Gouda - Den Haag. Het verzorgingsgebied van station Voorburg omvat naast Voorburg ook de kantoren in de Haagse Binckhorst.

## Historie
Het station werd op 1 mei 1870 geopend. Het oorspronkelijke stationsgebouw en emplacement lagen op maaiveldniveau, met enkele zijsporen, waaronder een losweg. In deze periode had het hele stationsgebied een landelijk karakter, getuige foto's uit die tijd.
Hoewel het (nog) niet bewezen is, zou de toenmalige spoorwegmaatschappij, de Nederlandsche Rhijnspoorweg-Maatschappij (NRS), een door Voorburg afgedwongen verplichting hebben gehad, elke trein bij het station te laten stoppen. Dit zou te maken hebben met een voor Voorburg zeer belangrijke inwoonster, de Oranjetelg Prinses Marianne. Zij zou op ieder moment van de dag gebruik moeten kunnen maken van deze nieuwe vervoersverbinding. Ook haar belangrijke binnen- en buitenlandse gasten kon zij dan gemakkelijk ontvangen. In ruil zou Voorburg het stukje land van Hofwijck aan de NRS hebben gegeven. Aangezien de eerste telefoonverbinding pas in 1880 in Nederland tot stand kwam, was er geen directe communicatie mogelijk om een trein op verzoek te laten stoppen. Deze verplichting werd tot ver in de twintigste eeuw gehandhaafd. Diepgaand archiefonderzoek heeft echter niets aan bewijs opgeleverd.
De Vliet (ter plaatse de naam van het Rijn-Schiekanaal) werd overspannen door een draaibrug, die na elektrificatie van het Middennet in 1938 stroomloos bereden moest worden, omdat hierboven geen rijdraden waren opgehangen.
Over het Koningin Wilhelminaplein, naast het station, reed tot 9 november 1961 de elektrische tramlijn Leiden - Scheveningen van de Noord-Zuid-Hollandsche Tramweg-Maatschappij (NZH), die de lijn in 1924 had overgenomen van de Maatschappij tot Exploitatie van Tramwegen (MET) die de lijn met stoomtrams exploiteerde. Beide lijnen verbonden Den Haag, Voorburg, Veur/Leidschendam, Voorschoten en Leiden met elkaar.
Een tweede tramlijn, die aan de andere zijde van het station zijn eindpunt had, was vanaf 16 maart 1934 HTM-tramlijn I³ naar Den Haag via Rijswijk. Op 9 december 2011 werd de eindhalte van tram 10, de opvolger van lijn I³, opgeheven. De sporen en bovenleiding zijn nog aanwezig ten behoeve van omleidingen en de Hoftrammm, een rijdend tramrestaurant die daar zijn begin-/eindpunt heeft.
In 1988 werd het huidige viaductstation geopend, direct naast het Marianneviaduct van de A12. Onder het viaduct loopt de Vliet. Naast het spoortalud aan de oostzijde ligt de villa Hofwijck, het oude buiten van Constantijn Huygens. Het huidige station is voorzien van een kiosk en P+R-terrein. Ten behoeve van voor- en natransport halteren diverse lokale en regionale busverbindingen onder of nabij het station.

## Bediening

### Trein
Tot de dienstregeling 2007, waarin de opzet van de dienstregeling door NS veranderd is, stopten zowel stoptreinen als intercity's op dit station. Op 10 december 2006 is de intercitystop in Voorburg geschrapt. Sindsdien stoppen er uitsluitend sprinters.
Alleen spoor 2 beschikt over een CTA. Spoor 1 heeft er geen, omdat de treinen die daar stoppen uitsluitend naar Den Haag Centraal gaan en er maar een zeer beperkt aantal reizigers instapt.
Het station wordt in de dienstregeling 2025 door de volgende treinseries bediend:
| Serie | Treinsoort    | Route                                                                                     | Bijzonderheden                                           |
| ----- | ------------- | ----------------------------------------------------------------------------------------- | -------------------------------------------------------- |
| 6000  | Sprinter (NS) | Den Haag Centraal – Voorburg – Gouda – Utrecht Centraal – Geldermalsen – 's-Hertogenbosch | Rijdt alleen na 18:00 uur en van vrijdag t/m zondag.     |
| 6800  | Sprinter (NS) | Den Haag Centraal – Voorburg – Gouda – Gouda Goverwelle                                   | Rijdt alleen tijdens de spits van maandag t/m donderdag. |
| 6900  | Sprinter (NS) | Den Haag Centraal – Voorburg – Gouda – Utrecht Centraal – Geldermalsen – Tiel             | Rijdt alleen van maandag t/m donderdag tot 18:00 uur.    |

### Bus
De volgende buslijnen stoppen op station Voorburg:
| Perron               | Lijn                 | Bestemming                                    | Via | Vervoerder           | Opmerkingen                                                                       |
| Stadsdienst Den Haag | Stadsdienst Den Haag | Stadsdienst Den Haag                          | Stadsdienst Den Haag | Stadsdienst Den Haag | Stadsdienst Den Haag                                                              |
| -------------------- | -------------------- | --------------------------------------------- | --- | -------------------- | --------------------------------------------------------------------------------- |
| A                    | 26                   | Den Haag Kijkduin (Deltaplein)                | Binckhorst, Station Hollands Spoor, Megastores, Laakkwartier, Station Moerwijk, Zuiderpark, Leyenburg, Loosduinen                                                   | HTM                  | Rijdt in de avond en het weekend alleen tussen Station Hollands Spoor - Kijkduin. |
| B                    | 23                   | Den Haag Colijnplein (/Kijkduin (Deltaplein)) | Diaconessenhuis, Rijswijk Station, Bogaard stadscentrum, De Schilp, Moerwijk, Zuiderpark, Winkelcentrum Leyweg, Leyenburg, Vruchtenbuurt, Bohemen                   | HTM                  | Kijkduin wordt alleen tussen 1 mei en 31 augustus bediend.                        |
| C                    | 28                   | Den Haag Zuiderstrand                         | Binckhorst, Centraal Station, Centrum, Kneuterdijk, Plein 1813, Javastraat, Vredespaleis, World Forum, Westduinweg                                                  | HTM                  |                                                                                   |
| F                    | 23                   | Scheveningen Noord                            | Voorburg, Station Laan van NOI, Bezuidenhout, Benoordenhout, HMC Bronovo, Kurhaus                                                                                   | HTM                  |                                                                                   |
| Haaglanden Streek    |                      |                                               | |                      |                                                                                   |
| D                    | 45                   | Leiden, Centraal Station                      | Station Leidschendam-Voorburg, GGZ Rivierduinen, Voorschoten, Station Lammenschans                                                                                  | EBS                  |                                                                                   |
| D                    | 46                   | Wassenaar, Duinrell                           | Station Leidschendam-Voorburg, Leidschendam (HMC Antoniushove, Mall of the Netherlands, GGZ Rivierduinen), Voorschoten (Station), Wassenaar (Van Oldenbarneveltweg) | EBS                  | Rijdt niet na 19:30 uur.                                                          |
| E                    | 45                   | Den Haag, Centraal Station                    | Voorburg, Beatrixkwartier/Bezuidenhout | EBS                  |                                                                                   |
| E                    | 46                   | Den Haag, Centraal Station                    | Voorburg, Beatrixkwartier/Bezuidenhout | EBS                  | Rijdt niet na 19:30 uur.                                                          |

## Ontwikkeling aantal reizigers
Het aantal door NS vervoerde reizigers (per gemiddelde werkdag) ontwikkelde zich sedert 2019 als volgt:
| Jaar | Aantal reizigers |
| ---- | ---------------- |
| 2019 | 2.148            |
| 2020 | 791              |
| 2021 | 702              |
| 2022 | 1.170            |
| 2023 | 1.354            |
| 2024 | 1.320            |

## Afbeeldingen

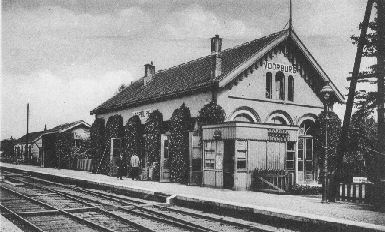
Het oude station rond 1925
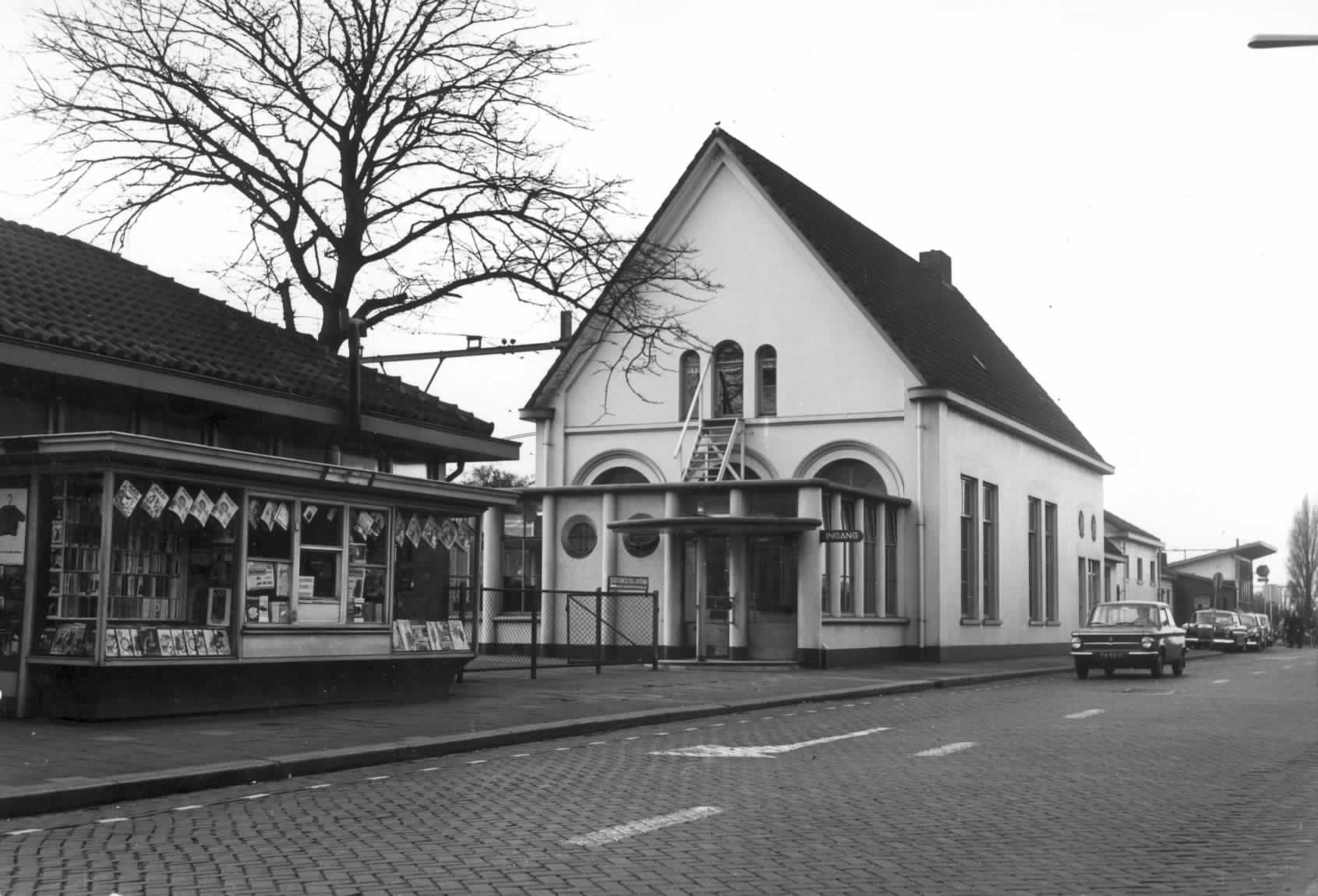
Station Voorburg in 1967
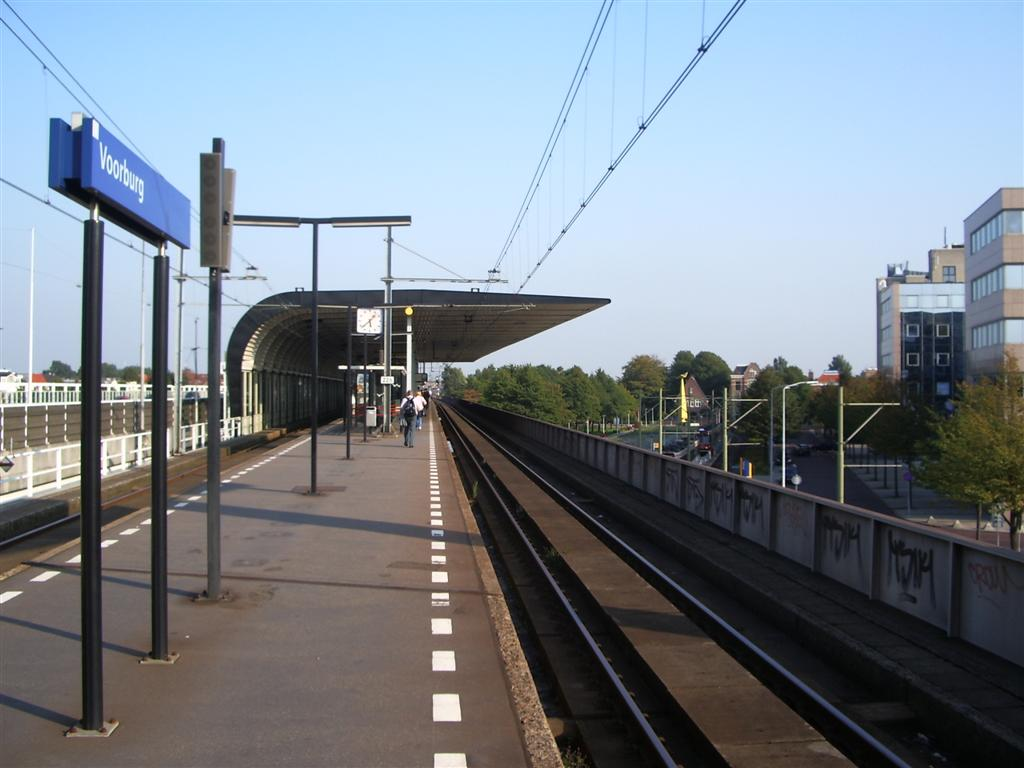
Perron
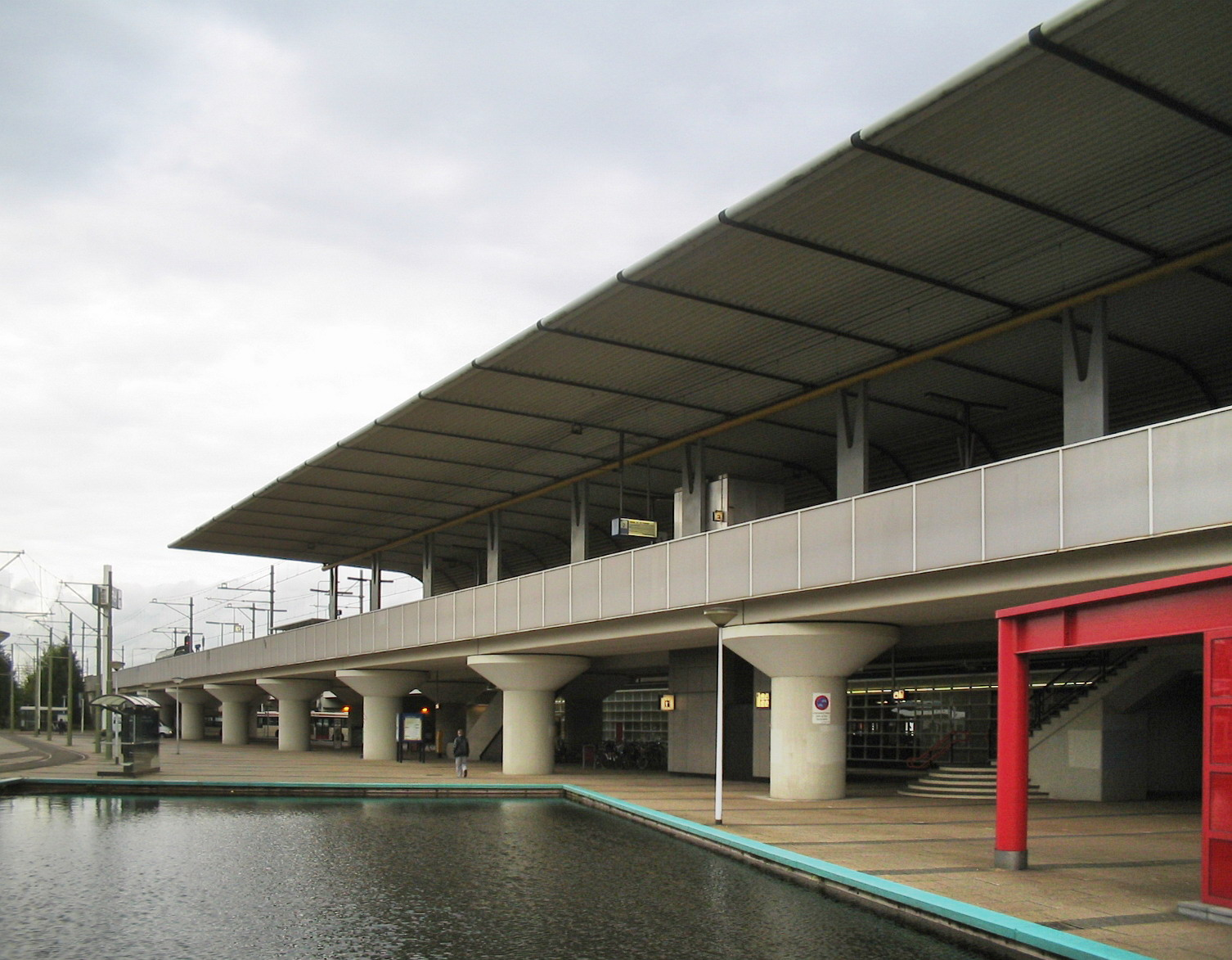
Zuidzijde met spiegelvijver, onderdeel van Hofwijck (bij een verbouwing verwijderd)
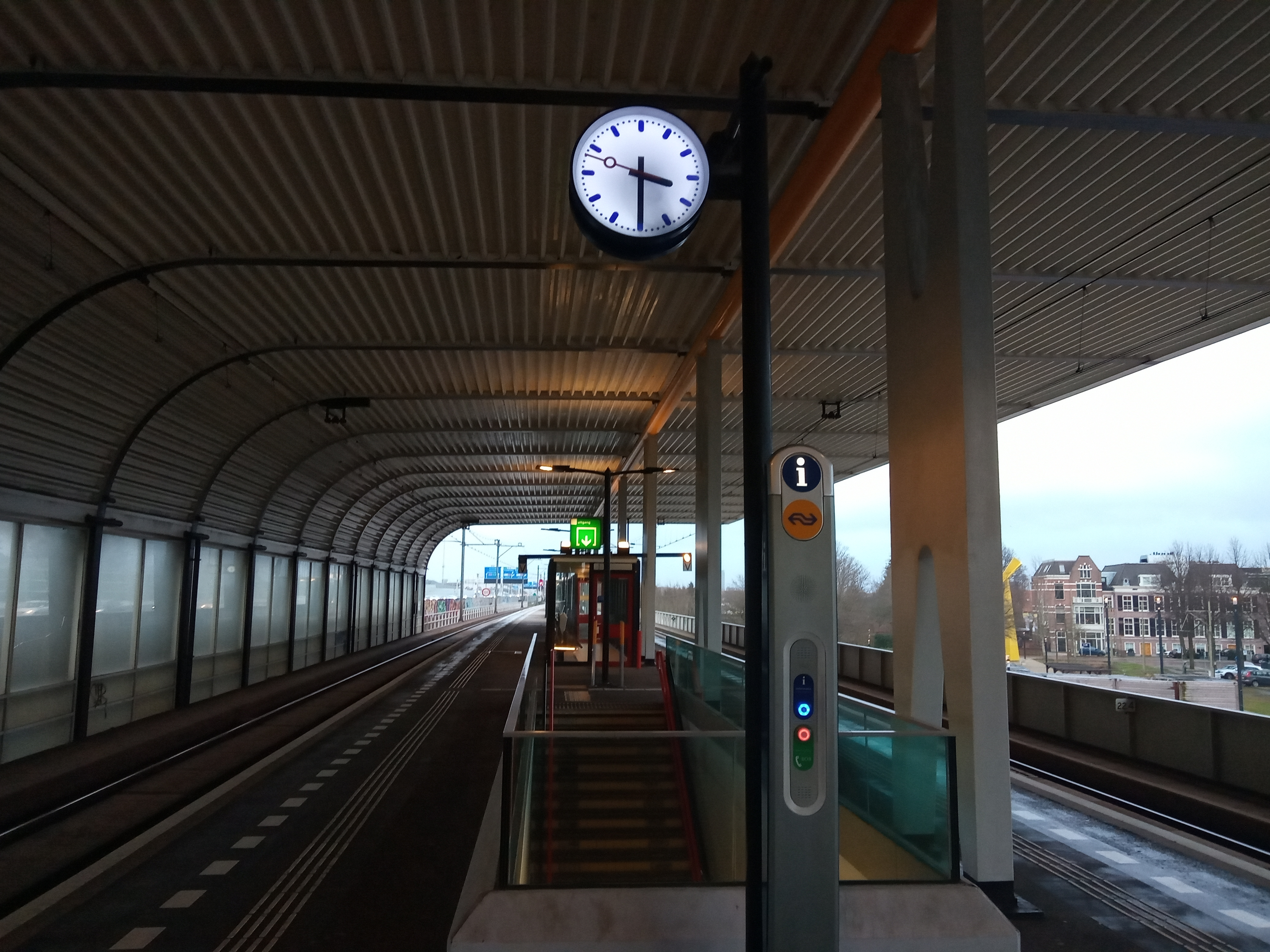
Perron met overkapping
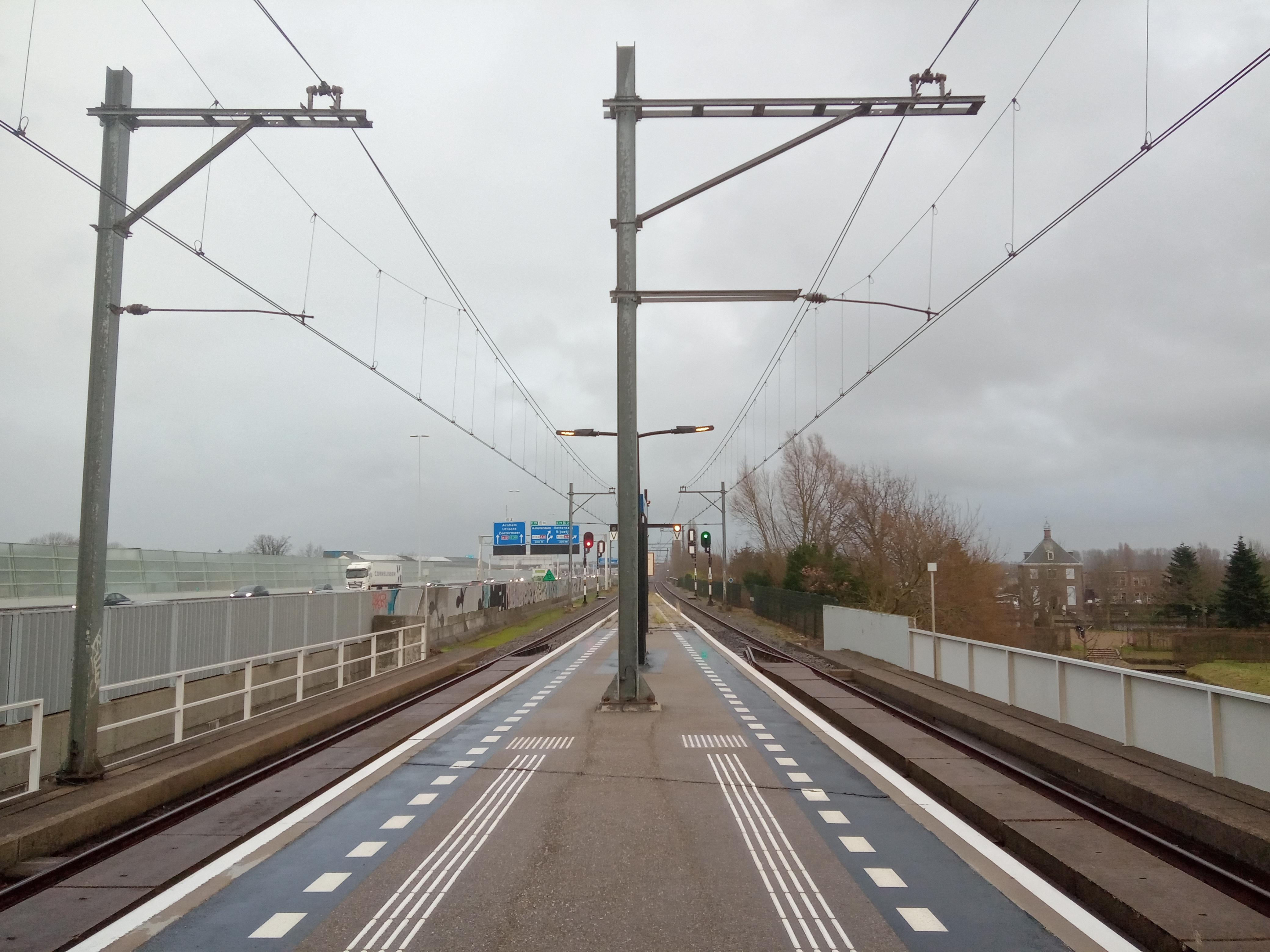
Uiteinde van het perron, snelweg duidelijk zichtbaar

-3,0: Gouda ·
2,0: Zuidplaspolder ·
6,3: Zevenhuizen-Moerkapelle ·
9,1: Bleiswijk-Kruisweg ·
10,8: Lansingerland-Zoetermeer ·
12,6: Zoetermeer Oost ·
13,7: Zoetermeer ·
19,3: Nootdorp Noord ·
19,7: Den Haag Ypenburg ·
22,2: Voorburg ·
25,1: Den Haag SS ·
25,1: Den Haag Centraal
Alphen a/d Rijn ·
Arkel · 
Barendrecht · 
Bodegraven · 
Boskoop · 
-Snijdelwijk · 
Boven Hardinxveld · 
Capelle Schollevaar · 
De Vink · 
Delft · 
-Campus · 
Den Haag:
-Centraal · 
-HS ·
-Laan van NOI · 
-Mariahoeve · 
-Moerwijk · 
-Ypenburg · 
Dordrecht · 
-Stadspolders ·
-Zuid ·
Gorinchem · 
Gouda · 
-Goverwelle · 
Hardinxveld:
-Blauwe Zoom · 
-Giessendam · 
Hillegom · 
Lansingerland-Zoetermeer · 
Leiden:
-Centraal · 
-Lammenschans · 
Nieuwerkerk a/d IJssel · 
Rijswijk · 
Rotterdam:
-Alexander · 
-Blaak · 
-Centraal · 
-Lombardijen · 
-Noord · 
-Stadion · 
-Zuid · 
Sassenheim · 
Schiedam Centrum · 
Sliedrecht · 
-Baanhoek · 
Voorburg · 
Voorhout · 
Voorschoten ·
Waddinxveen · 
-Noord ·
-Triangel ·
Zoetermeer · 
-Oost · 
Zwijndrecht
Geplande stations:
Gorinchem Noord · Hazerswoude-Koudekerk · Schiedam Kethel
Voormalige stations: zie de lijst van voormalige spoorwegstations in Zuid-Holland